# Monica Jeffries
Pour les articles homonymes, voir Jeffries.
Monica Jeffries (née le 31 octobre 1985 à Łódź) est une chanteuse et productrice allemande.

## Biographie
Monica Jeffries grandit à Varsovie et à partir de 1989 à Bielefeld. Sa mère, peintre, et son père, violoniste, l'incitent à faire de la musique. Elle commence à jouer du piano en 1994 et de la guitare en 1997, prend des cours de chant et a de l'expérience dans des groupes de 2000 à 2006.
Elle se fait alors connaître et participe aux tournées notamment de The Crüxshadows, Project Pitchfork, Front Line Assembly et DAF.
En 2016, Trisol Music Group sort ses EP Old Demons et In Circles ainsi que l'album Into Temptation et le remix EP Synth Diamonds en collaboration avec KMFDM, Psyche et Absolute Body Control.

## Discographie

### Albums
- 2013 : Back to Eden (7US Media Group)
- 2016 : Into Temptation (Trisol Music Group)

### EPs
- 2016 : Old Demons (Trisol Music Group)
- 2016 : In Circles (Trisol Music Group)
- 2016 : Synth Diamonds (Trisol Music Group)

## Source de la traduction
- (de) Cet article est partiellement ou en totalité issu de l’article de Wikipédia en allemand intitulé « Monica Jeffries » (voir la liste des auteurs).

1. 1 2  (de) « Bilder - PROJECT PITCHFORK - Special Guests: Monica Jeffries, Eisfabrik @ M.A.U. Club Rostock | 15.02.2015 - M.A.U. Club in Rostock - 15.02.2015 », sur DIGINIGHTS (consulté le 11 janvier 2021)